# Paul Hubertus Hiepko
Paul Hiepko, né le 16 décembre 1932 et mort le 2 juillet 2019, est un botaniste allemand.

## Liste partielle des publications
Botanische Jahrbücher für Systematik, Pflanzengeschichte und Pflanzengeographie [Vol. 104 (1983) – vol. 125 (2004)].
Hiepko P. 1984. Opiliaceae. In: van Steenis CGGJ ed. Flora Malesiana. London: Martinus Nijhoff Garden. 31–52.
Hiepko P. 1987. A revision of Opiliaceae, IV. Rhopalopilia Pierre and Pentarhopalopilia (Engler) Hiepko gen. nov. Botanische Jahrbücher fur Systematik, Pﬂanzengeschichte und Pﬂanzengeographie 108:
280–288.
Hiepko P. 2008. Opiliaceae. In: Anderson CE, Marhold K eds. Species Plantarum: Flora of the World. Geneve: Conservatoire et Jardin botaniques de la Ville de Geneve. 12: 1–7
Hiepko, P. 1997. A new name and a new combination in the neotropical genus Agonandra (Opiliaceae). Willdenowia 27(1/2): 225–226
Delprete, P.G.,  Schuster, T.M. and Hiepko, P. (2005). An annotated translation of Karl Schumann’s 1888 Ueber einige verkannte oder wenig gekannte Geschlechter der Rubiaceen Südamericas” [“À propos de certains genres mal compris ou peu connus des Rubiacées d'Amérique du Sud”] with notes on the Rubiaceae type specimens kept at Berlin Herbarium. Botanische Jahrbücher für Systematik, Pflanzengeschichte und Pflanzengeographie 126, 3-69

## Source
Plants (miraheze)(ru)